# Espace urbain de Lannion
L'espace urbain de Lannion est un espace urbain français centré autour de la ville de Lannion, dans le département des Côtes-d'Armor. Par la population, c'est le 47° des 96 espaces urbains français. En 1999, sa population était de 59 233  habitants sur une superficie de 353,30 km².

## Caractéristiques
D'après la délimitation établie par l'INSEE en 1999, cet espace urbain est identique à l'aire urbaine de Lannion : 26 communes dont 13 communes urbaines (formant le pôle urbain de l'aire) et 13 communes rurales monopolarisées. 
C'est un espace urbain unipolaire, qui ne peut donc pas comporter de communes multipolarisées.